# Cyproniscidae
Cyproniscidae är en familj av kräftdjur som beskrevs av Bonnier 1900. Cyproniscidae ingår i ordningen gråsuggor och tånglöss, klassen storkräftor, fylumet leddjur och riket djur. Enligt Catalogue of Life omfattar familjen Cyproniscidae 8 arter. 
Kladogram enligt Catalogue of Life och Dyntaxa:
| Cyproniscidae | \| \| Cyproniscus \| \| \| \| \| \| Onisocryptus \| \| \| \| |
|               | \| \| Cyproniscus \| \| \| \| \| \| Onisocryptus \| \| \| \| |
|               | Cyproniscus                                                  |
|               |                                                              |
|               | Onisocryptus                                                 |
|               |                                                              |